# Spazio (fisica)

Un sistema di coordinate cartesiane tridimensionale e destroverso utilizzato per indicare posizioni nello spazio.

Lo spazio è l'entità indefinita e non limitata che contiene tutte le cose materiali. Queste, avendo un'estensione, ne occupano una parte ed assumono nello spazio una posizione, la quale viene definita in maniera quantitativa secondo i principi della geometria, e qualitativa, in base a relazioni di vicinanza (lontananza) e di grandezza (piccolezza).
Lo spazio fisico reale si ritiene sia tridimensionale, anche se nella fisica moderna tale spazio tridimensionale è considerato come parte di un continuo a quattro dimensioni detto spazio-tempo, che comprende anche il tempo. In matematica possono essere definiti "spazi" con un numero di dimensioni anche maggiore di quattro, e con complesse strutture sottostanti. Le osservazioni sperimentali confermano finora l'ipotesi di uno spazio tridimensionale fino a dimensioni subatomiche. La fisica delle alte energie, ed in particolare gli esperimenti al Large Hadron Collider del CERN, ricercano possibili manifestazioni di extradimensioni su scale subatomiche.
Il concetto di spazio è considerato di fondamentale importanza per la comprensione dell'universo fisico. Tuttavia, c'è un disaccordo continuo tra i filosofi in merito al fatto se sia esso stesso un'entità, una relazione tra entità, o parte di un quadro concettuale.

## Storia
I dibattiti concernenti la natura, l'essenza ed il modo di esistere dello spazio risalgono all'antichità; vale a dire, ai trattati come il Timeo di Platone, o alle riflessioni di Socrate su ciò che i Greci chiamavano khora (cioè "spazio"), o alla Fisica di Aristotele (Libro V, Delta) nella definizione di topos (cioè luogo), o anche alla successiva "concezione geometrica del luogo" come "spazio qua estensione" nel Discorso sul Luogo (Qawl fi al-Makan), dell'erudito arabo dell'XI secolo Alhazen.
Molte di queste classiche questioni filosofiche sono state discusse nel Rinascimento e poi riformulate nel XVII secolo, in particolare durante lo sviluppo precoce della meccanica classica. Nella visione di Isaac Newton, lo spazio era assoluto, nel senso che esisteva in modo permanente e indipendentemente dal fatto che ci fosse materia o meno.
Altri filosofi naturali, in particolare Gottfried Leibniz, pensavano invece che lo spazio fosse in realtà un insieme di relazioni tra gli oggetti, dato dalle loro distanze e direzioni reciproche. Nel XVIII secolo, il filosofo e teologo George Berkeley tentò di confutare la "visibilità della profondità spaziale", nel suo saggio Verso una nuova teoria della visione. Più tardi, il metafisico Immanuel Kant affermò che né lo spazio né il tempo possono essere empiricamente percepiti: sono elementi di un quadro sistematico che gli esseri umani usano per strutturare tutte le esperienze. Kant definì lo "spazio" nella sua Critica della ragion pura come una "pura e soggettiva forma di intuizione a priori", dunque come un contributo imprescindibile delle nostre facoltà umane.
Nei XIX e XX secolo i matematici cominciarono a esaminare delle geometrie non euclidee, in cui lo spazio può essere descritto come curvo piuttosto che piatto. Secondo la teoria della relatività generale di Albert Einstein, lo spazio immerso in campi gravitazionali si discosta dallo spazio euclideo. I test sperimentali della relatività generale hanno confermato che lo spazio non euclideo fornisce un modello migliore per la forma dello spazio.

## Lo spazio nella filosofia

### Leibniz e Newton

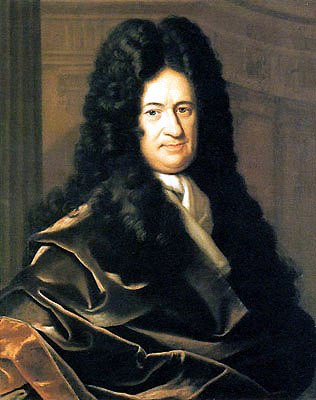
Gottfried Leibniz

Nel XVII secolo, la filosofia dello spazio e del tempo emerse come una questione centrale nell'epistemologia e nella metafisica. Al suo centro, Gottfried Leibniz, il filosofo-matematico tedesco, e Isaac Newton, il fisico-matematico inglese, formularono due teorie opposte su ciò che è lo spazio. Piuttosto che essere una entità che esiste indipendentemente sotto e oltre la materia, Leibniz riteneva che lo spazio non fosse altro che l'insieme delle relazioni spaziali tra gli oggetti del mondo: "lo spazio è quello che risulta da luoghi presi insieme". Le regioni non occupate sono quelle che potrebbero avere oggetti in loro, e quindi relazioni spaziali con altri luoghi. Per Leibniz, dunque, lo spazio era un'astrazione idealizzata dei rapporti tra i singoli soggetti o tra le loro posizioni possibili e quindi non poteva essere continuo, ma doveva essere discreto. Lo spazio potrebbe essere pensato in modo simile alle relazioni tra i membri di una famiglia. Anche se le persone in famiglia sono legate l'una all'altra, le relazioni non esistono indipendentemente dalle persone.
Leibniz sosteneva che lo spazio non possa esistere indipendentemente dagli oggetti nel mondo, perché ciò implicherebbe una differenza tra due universi esattamente uguali, a causa della differenza di posizione del mondo materiale in ogni universo. Ma dal momento che non ci sarebbe modo osservativo di distinguere questi universi, secondo la identità degli indiscernibili non vi sarebbe alcuna differenza tra di loro. Secondo il principio di ragion sufficiente, ogni teoria sullo spazio che implichi più di un universo possibile deve quindi essere errata.

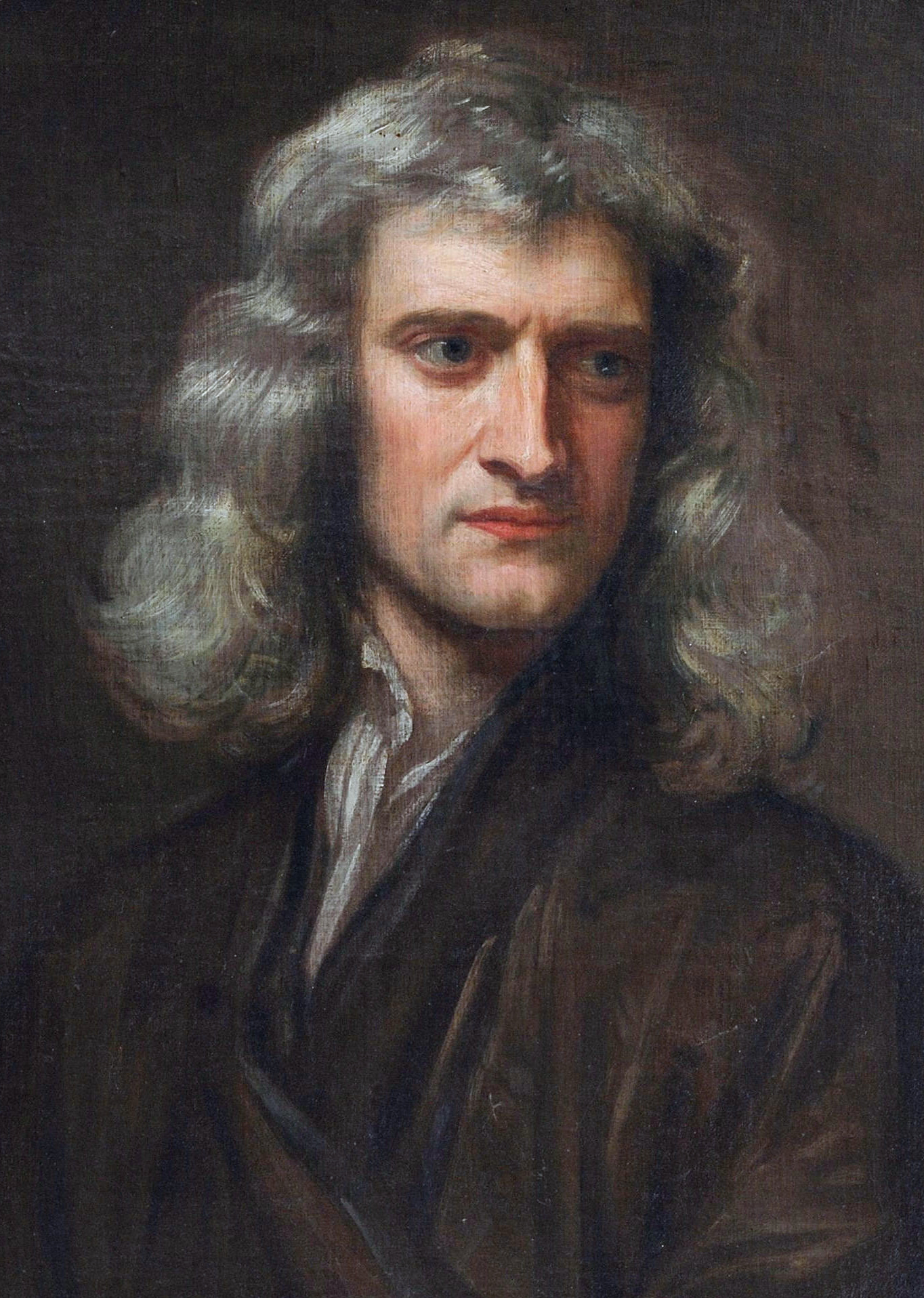
Isaac Newton

Newton prende lo spazio come più che un insieme di relazioni tra oggetti materiali e basa la sua posizione sull'osservazione e sulla sperimentazione. Per un relazionista non ci può essere vera differenza tra moto inerziale, nel quale un oggetto viaggia con velocità costante, e moto non inerziale, nel quale la velocità cambia con il tempo, dal momento che tutte le misurazioni spaziali sono relative ad altri oggetti ed ai loro movimenti. Ma Newton sosteneva che poiché il movimento non-inerziale genera delle forze, lo spazio deve essere assoluto.
 Newton usò l'esempio dell'acqua in un secchio in rotazione per dimostrare la sua tesi. Un secchio contenente dell'acqua viene appeso ad una corda e messo in rotazione; l'acqua ha inizialmente una superficie piatta. Dopo un po', mentre il secchio continua a ruotare, la superficie dell'acqua diviene concava. Se si ferma la rotazione del secchio la superficie dell'acqua rimane concava e continua a girare. La superficie concava non è quindi apparentemente il risultato del moto relativo tra il secchio e l'acqua. Invece, sosteneva Newton, deve essere il risultato di un movimento non inerziale relativo allo spazio stesso. Per molti secoli, l'argomento del secchio è stato una decisiva dimostrazione che lo spazio debba esistere indipendentemente dalla materia.

### Kant

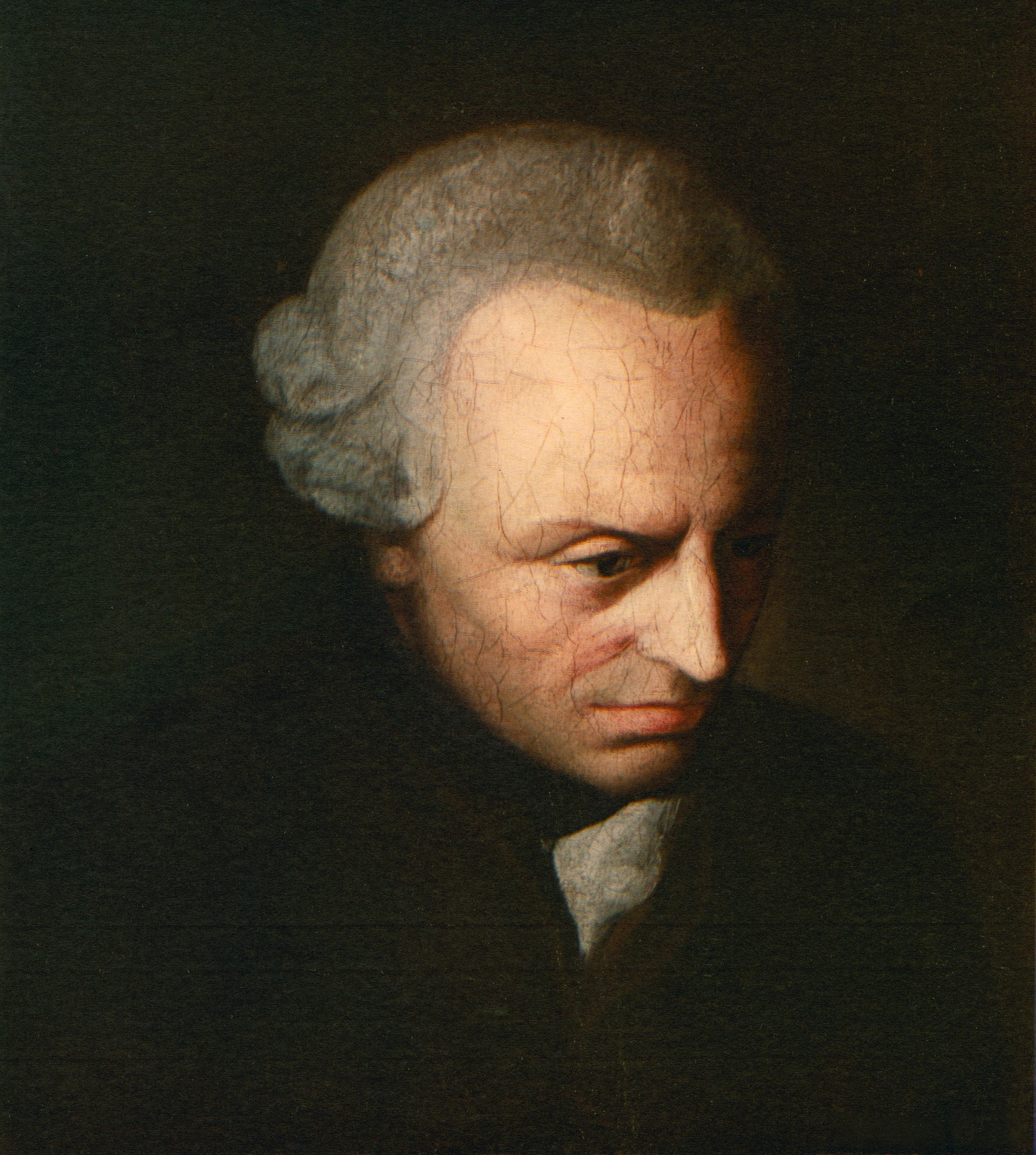
Immanuel Kant

Nel XVIII secolo il filosofo tedesco Immanuel Kant sviluppò una teoria della conoscenza, in cui la conoscenza dello spazio può essere contemporaneamente a priori e sintetica.
 Secondo Kant, la conoscenza dello spazio è sintetica, in quanto le dichiarazioni circa lo spazio non sono semplicemente vere in virtù del significato delle loro parole. Nel suo lavoro, Kant respinge l'idea che lo spazio debba essere o una sostanza o un rapporto. Invece egli giunge alla conclusione che lo spazio e il tempo non vengono scoperti dagli esseri umani come caratteristiche oggettive del mondo, ma sono parte di un quadro sistematico imprescindibile per organizzare le nostre esperienze.

## Le geometrie non-euclidee e il loro influsso

La Geometria sferica è simile alla geometria ellittica. Sulla superficie di una sfera non vi sono linee parallele.

Negli Elementi di Euclide sono contenuti cinque postulati che costituiscono la base della geometria euclidea. Uno di questi, il postulato delle parallele è stato oggetto di dibattito tra i matematici per secoli. Esso afferma che in ogni piano su cui vi è una linea retta L1 e un punto P non su L1, c'è solo una linea retta L2 sul piano passante per il punto P e parallela alla retta L1. Fino al XIX secolo, pochi dubitavano della verità del postulato; il dibattito era invece centrato sul fatto se fosse necessario come assioma, o se era una teoria che poteva essere derivata da altri assiomi. Intorno al 1830, però, l'ungherese János Bolyai e il russo Nikolaj Ivanovič Lobačevskij pubblicarono separatamente dei trattati su un tipo di geometria che non include il postulato delle parallele, chiamato geometria iperbolica. In questa geometria, attraverso un punto P passa un numero infinito di linee parallele tra loro. Conseguentemente, la somma degli angoli in un triangolo è in essa minore di 180° e il rapporto tra la circonferenza di un cerchio è il suo diametro è maggiore di pi. Nel 1850, Bernhard Riemann sviluppò una teoria equivalente, la geometria ellittica, in cui attraverso P non passa nessuna linea parallela. In questa geometria, la somma degli angoli interni a un triangolo vale più di 180° e i cerchi hanno un rapporto tra circonferenza e diametro minore di pi.
| Tipo di geometria | Numero di parallele | Somma degli angoli in un triangolo | Rapporto tra circonferenza e diametro in un cerchio | Curvatura |
| ----------------- | ------------------- | ---------------------------------- | --------------------------------------------------- | --------- |
| Iperbolica        | Infinito            | < 180°                             | > π                                                 | < 0       |
| Euclidea          | 1                   | 180°                               | π                                                   | 0         |
| Ellittica         | 0                   | > 180°                             | < π                                                 | > 0       |

### Gauss e Poincaré

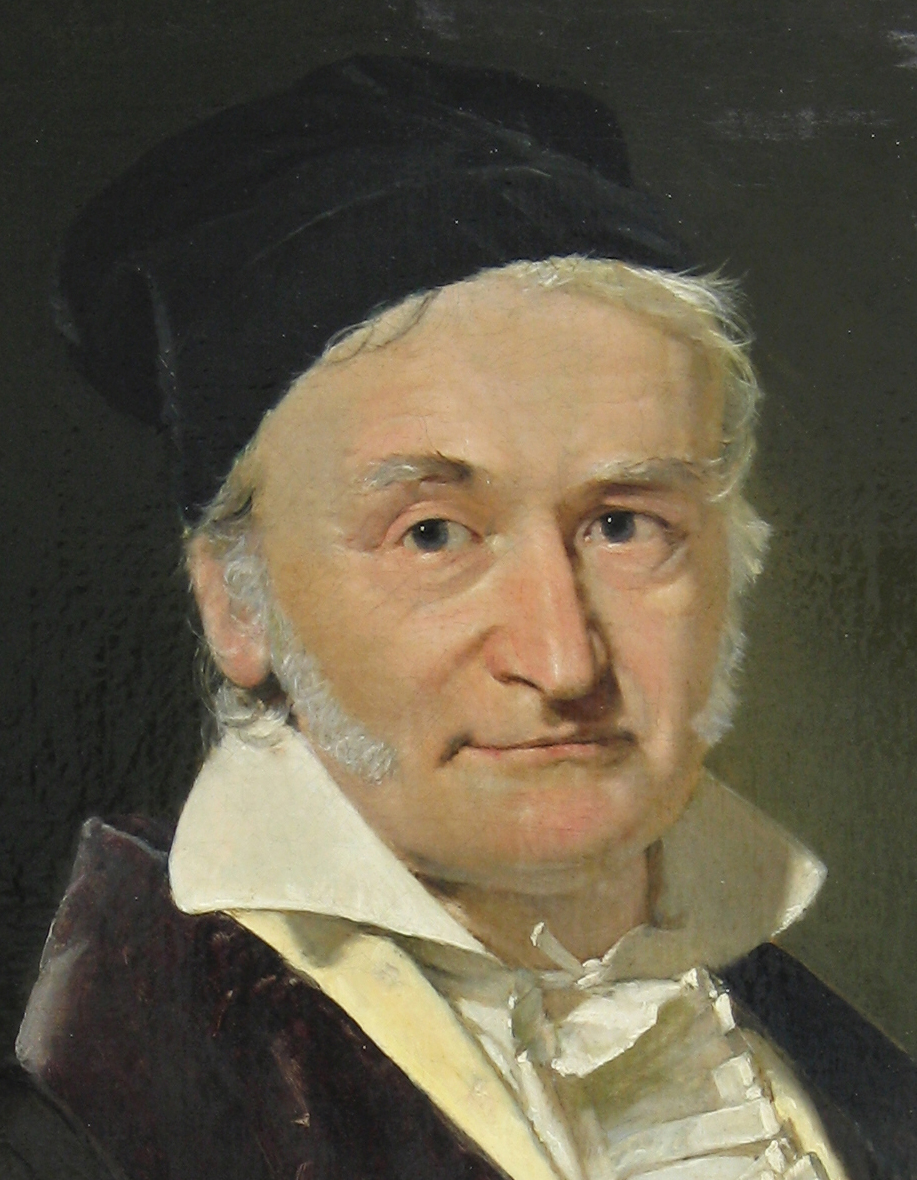
Carl Friedrich Gauss

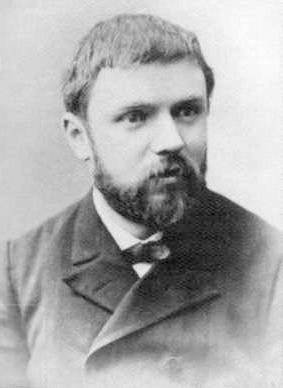
Henri Poincaré

Anche se al tempo vi era un consenso prevalente sulla concezione kantiana, una volta che le geometrie non euclidee furono formalizzate, alcuni cominciarono a chiedersi se lo spazio fisico fosse curvo. Carl Friedrich Gauss, un matematico tedesco, fu il primo a prendere in considerazione un'indagine empirica della struttura geometrica dello spazio. Egli pensò di fare un test sulla somma degli angoli di un enorme triangolo stellare e ci sono rapporti secondo cui avrebbe effettivamente effettuato un test, su piccola scala, di triangolazione sulla cime delle montagne, in Germania.
Henri Poincaré, un matematico e fisico francese della fine del XIX secolo ha introdotto una panoramica importante in cui ha tentato di dimostrare l'inutilità di ogni tentativo di scoprire tramite la sperimentazione se la geometria si applichi allo spazio. Egli considerò la difficile situazione che si troverebbero ad affrontare gli scienziati se fossero confinati sulla superficie di una grande sfera immaginaria con particolari proprietà, nota come mondo-sfera. 
In questo mondo si assume che la temperatura vari in modo tale che tutti gli oggetti si espandano e contraggano in proporzioni simili in luoghi diversi della sfera. Con una diminuzione adatta della temperatura, se gli scienziati tentassero di utilizzare aste di misura per determinare la somma degli angoli interni di un triangolo, essi potranno essere ingannati nel pensare che abitino un piano piuttosto che una superficie sferica. In effetti, gli scienziati non possono in linea di principio determinare se essi abitino un piano o una sfera e, sosteneva Poincaré, lo stesso vale per il dibattito sul fatto se lo spazio reale sia euclideo oppure no. Per lui, quale geometria venga usata per descrivere lo spazio, è una questione di convenzione. Dal momento che la geometria euclidea è più semplice della geometria non euclidea, assunse che la prima sarebbe sempre stata usata per descrivere la "vera" geometria del mondo.

### Einstein

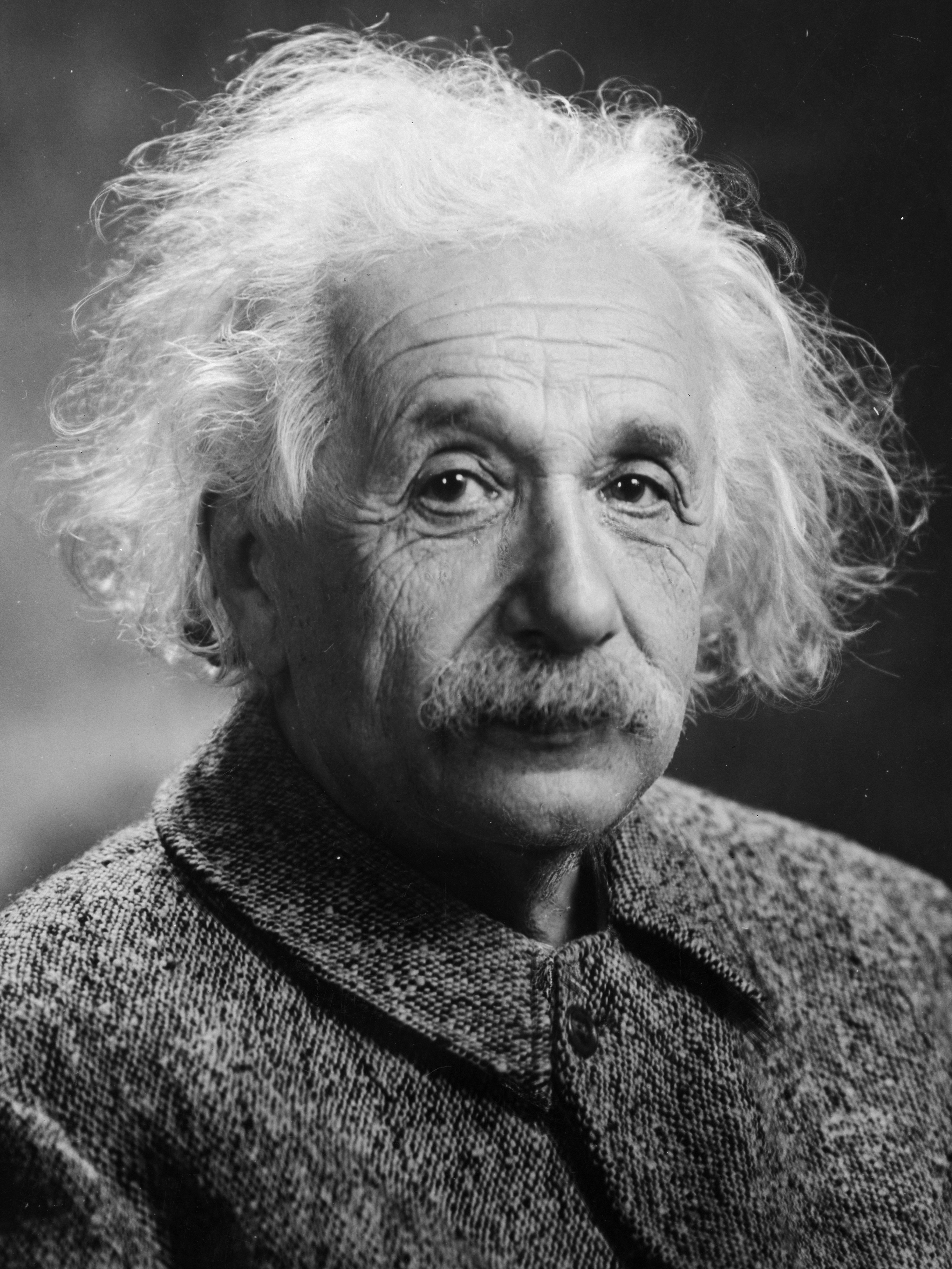
Albert Einstein

Nel 1905, Albert Einstein pubblicò un articolo su una teoria della relatività ristretta, in cui propose che spazio e tempo sono combinati in un unico costrutto noto come spazio-tempo. In questa teoria, la velocità della luce nel vuoto è la stessa per tutti gli osservatori, il che implica che due eventi simultanei per un particolare osservatore non saranno simultanei per un altro osservatore il quale si muova rispetto al primo. Inoltre, un osservatore misurerà per un orologio in movimento un ticchettare più lento rispetto a un altro orologio fermo rispetto all'osservatore stesso; gli oggetti misureranno inoltre come più corti nella direzione in cui sono in movimento rispetto all'osservatore.
Nel corso dei dieci anni successivi Einstein lavorò su una teoria della relatività generale, che è una teoria su come la gravità interagisca con lo spazio-tempo. Invece di considerare la gravità come un campo di forza che agisce nello spazio-tempo, Einstein ha suggerito che fosse una modifica della struttura geometrica dello spazio-tempo stesso.
 Secondo la teoria generale, il tempo va più lentamente in luoghi con potenziali gravitazionali minori e i raggi di luce vengono curvati in presenza di un campo gravitazionale. Gli scienziati hanno studiato il comportamento di pulsar binarie confermando le previsioni delle teorie di Einstein, e per descrivere lo spazio-tempo viene di solito usata la geometria non euclidea.

## La trattazione fisica

### Nella meccanica classica
Lo spazio è una delle poche grandezze fondamentali della fisica, il che significa che non può essere definito tramite altre quantità, perché nulla di più fondamentale è noto al momento. Similmente ad altre grandezze fondamentali (come il tempo e la massa), lo spazio può però essere esplorato attraverso la misura e la sperimentazione, e può essere correlato ad altre grandezze fondamentali.

### Nella relatività
Prima del lavoro sulla fisica relativistica di Einstein, il tempo e lo spazio erano visti come dimensioni indipendenti. Le scoperte di Einstein hanno dimostrato che a causa della relatività del moto il nostro spazio e il tempo possono essere matematicamente combinati in un unico oggetto, lo spazio-tempo. Si trova che le distanze nello spazio o quelle nel tempo, considerate separatamente, non sono invarianti rispetto alle trasformazioni di Lorentz delle coordinate, ma lo sono invece le distanze nello spaziotempo di Minkowski.
Le dimensioni dello spazio e del tempo non dovrebbero essere viste come esattamente equivalenti nello spazio-tempo di Minkowski. Ci si può spostare liberamente nello spazio ma non nel tempo. Quindi, le coordinate temporali e spaziali vengono trattate in modo diverso, sia nella relatività speciale (dove il tempo è a volte considerato una coordinata immaginaria) che nella relatività generale (dove vengono assegnati segni diversi alle componenti temporali e spaziali della metrica spaziotemporale).
Nella teoria della relatività generale di Einstein, si ipotizza che lo spazio-tempo sia geometricamente distorto - curvo - vicino alle masse gravitazionalmente significative.
Una conseguenza, che risulta dalle equazioni della relatività generale, di questo postulato, è la previsione dello spostamento di increspature dello spazio-tempo chiamate onde gravitazionali. Mentre sono state trovate prove indirette di queste onde (nei moti del sistema binario di Hulse-Taylor, per esempio), sono in corso degli esperimenti che tentano di misurare queste onde direttamente.

### Nella cosmologia
La teoria della relatività porta alle domande cosmologiche su quale sia la forma dell'universo, e da dove sia venuto lo spazio. Sembra che lo spazio sia stato creato nel Big Bang, circa 13.800 miliardi di anni fa e che sia stato in espansione da allora. La forma complessiva dello spazio non è nota, ma è noto che si sta espandendo molto rapidamente.

## La misura dello spazio
La misurazione dello spazio fisico è una questione importante da molto tempo. Anche se le società precedenti avevano sviluppato propri sistemi di misura, il Sistema internazionale di unità di misura, (SI), è oggi il sistema più comune di unità di misura utilizzate nella misurazione dello spazio, ed è utilizzato quasi universalmente.
Attualmente, l'intervallo spaziale standard, denominato metro campione o semplicemente metro, è definito come la distanza percorsa dalla luce nel vuoto durante un intervallo di tempo esattamente pari 1/299 792 458 secondi. Questa definizione accoppiata con l'attuale definizione di secondo si basa sulla teoria della relatività ristretta in cui la velocità della luce interpreta il ruolo di una costante fondamentale della natura.

## Lo spazio nella geografia e come possedimento
La geografia è la branca della scienza che si occupa di descrivere la Terra, utilizzando la consapevolezza spaziale per cercare di capire perché le cose esistono in luoghi specifici. La cartografia è la mappatura degli spazi per consentire una migliore navigazione, per scopi di visualizzazione e agisce come uno strumento per la localizzazione. La geostatistica applica i concetti statistici sui dati territoriali raccolti per creare una valutazione di fenomeni non osservabili.
Lo spazio geografico è spesso considerato come terra, e può avere una relazione con l'utilizzo della proprietà (in cui lo spazio è visto come proprietà o territorio). Mentre alcune culture affermano i diritti della persona in termini di proprietà, altre culture si identificano con un approccio di proprietà comune della terra, mentre altre culture ancora, come ad esempio gli Aborigeni australiani, piuttosto che far valere i diritti di proprietà fondiaria, invertono il rapporto e ritengono che essi siano in realtà di proprietà della terra. La Pianificazione territoriale è un metodo per regolamentare l'uso dello spazio a livello di terreno, con decisioni prese a livello regionale, nazionale e internazionale. Lo spazio può anche avere un impatto sul comportamento umano e culturale, essendo un fattore importante nell'architettura, dove avrà un impatto sulla progettazione di edifici e strutture, e nell'agricoltura.
La proprietà dello spazio non è limitata alla terra. La proprietà dello spazio aereo e delle acque viene decisa a livello internazionale. Altre forme di proprietà dello spazio sono state recentemente affermate in altri ambiti, ad esempio per le bande radio dello spettro elettromagnetico o per il cyberspazio.
Spazio pubblico è un termine usato per definire le aree di terra che sono proprietà collettiva della comunità, ed è gestito in suo nome dagli organi delegati; tali spazi sono aperti a tutti, mentre la proprietà privata è la terra culturalmente posseduta da parte di un individuo o società per il proprio uso e piacere.
Spazio astratto è un termine usato nella geografia per indicare uno spazio ipotetico caratterizzato dalla completa omogeneità. Quando si modellizzano attività o comportamenti, è uno strumento concettuale utilizzato per limitare le variabili estranee come il terreno.

## Lo spazio nella psicologia
Gli psicologi hanno iniziato a studiare il modo in cui viene percepito lo spazio a metà del XIX secolo. Coloro che ora si occupano di tali studi lo considerano un ramo distinto dello psicologia. Gli psicologi che analizzano la percezione dello spazio si preoccupano di come vengano percepiti il riconoscimento dell'aspetto fisico di un oggetto o delle sue interazioni, vedi, per esempio, spazio visivo.
Altri, più specializzati temi studiati, comprendono la percezione amodale e la permanenza dell'oggetto. La percezione dell'ambiente è importante per la sua necessaria rilevanza per la sopravvivenza, soprattutto per quanto riguarda la caccia e l'autoconservazione così come semplicemente la propria idea di spazio personale.
Sono state identificate diverse fobie legate allo spazio, tra cui l'agorafobia (la paura degli spazi aperti), l'astrofobia (il timore dello spazio celeste) e la claustrofobia (la paura degli spazi chiusi).